# Peter Safar
Peter Josef Safar (* 12. April 1924 in Wien, Österreich; † 3. August 2003 in Pittsburgh, USA) war ein österreichisch-US-amerikanischer Anästhesist österreichisch-tschechischer Herkunft.
Er hat wesentliche Elemente der Mund-zu-Mund-Beatmung, deren Anwendung in der Reanimation sowie der modernen Rettungsmedizin erforscht und etabliert. Er wird deshalb zuweilen auch „Vater der cardiopulmonalen Reanimation“ genannt.

## Leben
Peter J. Safar beendete das Studium der Medizin 1948 an der Universität Wien. 1950 zog er mit seiner Frau Eva Kyzivat nach Yale, USA, wo er die Ausbildung zum Anästhesisten durchlief. In den 50er Jahren begann er an Themen der cardiopulmonalen Reanimation und der Beatmung zu forschen. 1958 gründete er im City Hospital von Baltimore die erste Intensivstation der USA, welche die erste zentrale Intensivstation der Welt war. An der University of Pittsburgh wurde er 1961 Professor und Vorstand der Anästhesie-Abteilung, wo er die größte akademische Anästhesieeinrichtung in den USA aufbaute.
Nach dem Tod seiner Tochter Elisabeth an einem Asthma-Anfall im Alter von 11 Jahren (1966) gründete er 1967 den ersten Paramedic-basierten Rettungsdienst, den Freedom House Ambulance Service.
Safar erkannte gemeinsam mit Asmund Laerdal, dass für eine effektive Herz-Lungen-Wiederbelebung Übungsmöglichkeiten fehlten. Die beiden entwickelten deshalb ab 1958 die Resusci-Anne, eine Puppe in Form eines menschlichen Körpers (manchmal auch nur des Torsos), an der ab der Serienreife 1960 trainiert werden konnte.
Im Jahr 1976 war er an der Gründung der World Association for Disaster and Emergency Medicine beteiligt. Er trat 1979 von seiner Funktion als Vorstand der Anästhesieabteilung zurück und gründete das International Resuscitation Research Center (später in Safar Center for Resuscitation Research umbenannt). 1989 ging er in den Ruhestand.
Er war Mitglied von Physicians for Social Responsibility, International Physicians for the Prevention of Nuclear War und der World Federalist Association. 1987 wurde er zum Mitglied der Leopoldina gewählt.

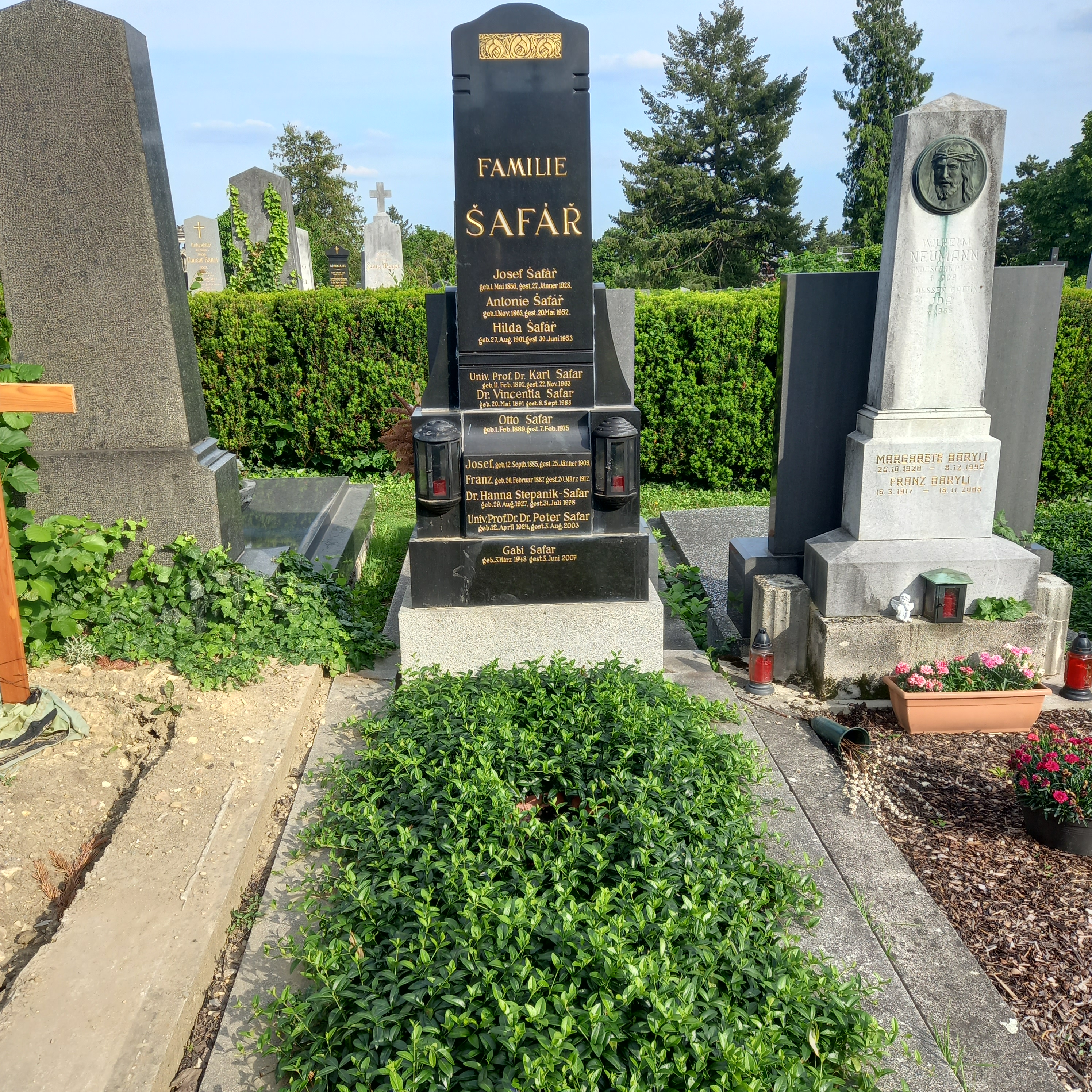
Das Grab von Peter Safar auf dem Grinzinger Friedhof in Wien

Peter Safar starb 2003 in Pittsburgh in den USA und wurde in Wien beerdigt.

## Ehrungen
- Die bislang unter „Franzosengraben“ geführte Straße vor dem Ausbildungszentrum des Wiener Roten Kreuzes im Bezirk Landstraße in Wien wurde am 26. März 2009 Safargasse benannt.[5][6]
- In Anerkennung seines Lebenswerkes erhielt Safar am 21. Mai 1997 den Goldenen Rathausmann der Stadt Wien.[7]

## Publikationen (Auswahl)
- mit L. C. Harris und B. Kirimli: Augmentation of artificial circulation during cardiopulmonary resuscitation. In: Anesthesiology. Band 28, 1967, S. 730 ff.
- als Hrsg. mit Rudolf Frey: Disaster Medicine. 3 Bände. Springer Verlag, Berlin / Heidelberg / New York / Tokyo 1980–1981, Band 1 und 2, 1980:
  - Band 1: Types and Events of Disasters Organization in Various Disaster Situations (= Proceedings of the International Congress on Disaster Medicine, Mainz 1977. Teil 1). 1980, ISBN 3-540-09043-6
  - Band 2: Resuscitation and Life Support in Disasters Relief of Pain and Suffering in Disaster Situations (= Proceedings of the International Congress on Disaster Medicine, Mainz 1977. Teil 2). 1980, ISBN 3-540-09044-4.
- mit N. G. Bircher: Open chest CPR is better for the brain than standard or new external CPR. In: Anesthesiology. Band 55, 1981, S. 104 ff.
- Cardiopulmonary cerebral resuscitation. Laerdal AS, Stavanger (Norwegen) 1981.